# 어필 (소설)
어필(The Appeal)은 존 그리샴의 2008년 소설이다.
세계 최고도로 법률이 발달한 미국에서, 20년의 장기간 동안 가장 인기가 많은 법률 소설을 쓰는 존 그리샴의 20번째 소설이자, 첫번째 법률 스릴러 소설이다.